# Ron Silliman
Ron Silliman, né le 5 août 1946 à Pasco, dans l'état de Washington, est un poète, essayiste, critique littéraire, directeur de publication  et universitaire américain. C'est un des fondateurs du mouvement poétique "L=A=N=G=U=A=G=E" (Language poets (en). Il a été le rédacteur en chef de la revue Socialist Review. Il est professeur de poésie et d'écriture expérimentale à l'Université de Pennsylvanie.   

## Biographie
Ron Silliman a grandi à Albany dans l'état de Californie, après ses études secondaires, il est accepté par l'Université d'État de San Francisco où il obtiendra son Bachelor of Arts, puis il entre à l'Université de Californie à Berkeley pour passer son Master of Arts. En pleine guerre du Viet-Nam, il sera objecteur de conscience. 
Ses premiers poèmes sont publiés au sein de revues diverses  : Poetry, TriQuarterly, Poetry Northwest, Southern Review., etc. 
Avec d'autres poètes : Robert Grenier, Barrett Watten, Rae Armantrout, David Melnick, Clark Coolidge, Lyn Hejinian, Charles Bernstein et Bob Perelman, il est à l'initiative de la fondation du groupe  L=A=N=G=U=A=G=E. Il diffuse et vulgarise les productions et les réflexions du groupe    L=A=N=G=U=A=G=E par l'édition d'une anthologie, In the American Tree et d'une réflexion théorique par la publication d'un essai The New Sentence, édité la première fois en 1977, et qui en est à sa onzième réédition.
En tant qu'enseignant il occupera des postes au sein de diverses institutions universitaires : à la San Francisco State University, à l'Université de Californie à San Diego et au New College of California avant de devenir professeur de poésie et d'écriture expérimentale à l'Université de Pennsylvanie. 
En plus de ses poèmes, il mène une réflexion sur la poétique, sur les conditions de production de l'écriture poétique, sur les liens entre le poème écrit et ses lecteurs. Il interroge les diverses approches de l'écriture poétique : ce qui relève de l'intensité émotionnelle, du pouvoir d'évocation, des analogies, des associations d'images, des cassures syntaxiques / sémantiques, ... il sort d'une approche académique de l’interprétation des poèmes qui vise à dégager ce que veut dire un poème pour chercher tout ce que peut dire, évoquer, un poème.
Ses rencontres avec les compositeurs de la musique minimalistes ou répétitives, tels que Phil Glass, Steve Reich, John Adams, le conduisent à une utilisation de séquences répétitives avec de modification mineures des séquences répétées. 
Son blog, fondé en 2002 est un des blogs les plus visités des USA dans la catégories des blogs littéraires et poétiques de langue anglaise, ainsi en 2009 il avait reçu plus de deux millions de visites. 
Une sélection de ses poèmes est accessible sur le site Modern American Poetry de l'Université de l'Illinois. 
Les manuscrits de Ron Silliman sont déposés à la Bibliothèque de l'Université de Californie à San Diego. 
Depuis 1995, il réside avec sa famille à Chester County, dans l'état de Pennsylvanie.

## Œuvres

### Recueils de poésie
- Northern Soul, éd. Shearsman Books, 2014,
- Revelator, éd. Book Thug, 2013,
- Wharf Hypothesis, éd.  LINES chapbooks, 2011,
- The Age of Huts, éd. University of California Press, 2007,
- Woundwood, éd. Cuneiform Press, 2004,
- (R), éd. Drogue Press, 1999,
- MultiPlex, éd. Wild Honey Press, 1998,
- Xing, éd.  Factory School, 1996,
- Circle R, éd.  Drogue Press, 1995,
- N/o.non Oz; Being Two Parts Of The Alphabet, éd.  Segue Foundation, 1994,
- Jones, éd. Generator Press, 1993,
- Demo to Ink, éd. Chax Press, 1992,
- Toner, éd. Potes & Poets Press, 1992,
- What, éd. Figures, 1988,
- Lit, éd. Potes & Poets Press, 1987,
- Bart,  éd. Potes & Poets Press, 1982,
- Tjanting, éd. The Figures, 1981,
- Ketjak, éd. This, 1978,
- Nox, éd. Burning Deck, 1974,
- Mohawk, éd. Doones Press, 1973,
- Crow,  éd. Ithaca House, 1971.

### Récits et autres écrits
- Under Albany, éd. Salt Publishing, 2004,
- Tjanting, éd. Salt Publishing, 2002,
- N/O, éd. Roof Books, 1994,
- Manifest, éd. Zasterle Press, 1993,
- Paradise, éd. Burning Deck, 1985,
- A B C, éd. Tuumba, 1983,
- Sitting Up, Standing, Taking Steps, éd. Tuumba, 1978,

### Essais
- Against Conceptual Poetry, éd. Counterpath Press, 2014,
- The Alphabet, éd. University Alabama Press, 2008[14],
- The New Sentence, éd. Roof Books, 1977,

### Anthologie
- In the American Tree, éd. National Poetry Foundation, 1986[15].

## Livres traduits en français
- You, traduit par, Martin Richet , éd. Vies Parallèles, 2016,

## Prix et  distinctions
- 2003 :  lauréat du National Endowment for the Arts[16],
- 2002 : boursier du Pennsylvania Arts Council[17],
- 1998 : lauréat du Pew Fellowship in the Arts,
- 1979 : lauréat du National Endowment for the Arts[18]

## Regards sur son œuvre
Son travail poétique est dans la lignée de  Charles Baudelaire, Gertrude Stein, Louis Zukofsky, William Carlos Williams et de Jack Spicer, travail à la fois sur la forme esthétique et sur un enracinement socio-politique. Sur la forme, sa poésie est une cassure des phrases, chaque mot ayant son pouvoir d'évocation, d'association emmenant ainsi le poète dans des chemins nouveaux, des significations nouvelles. S'émanciper de la construction logique narrative est pour lui aussi un moyen d'échapper aux déterminations socio-linguistiques de l'ordre bourgeois et capitaliste.
Du point de vue critique, il interroge l'écriture poétique et ses liens avec l'expérience vécue, se démarquant ainsi de l'art conceptuel. Il voit dans chaque mot, un moyen d'investigation du vécu quotidien, chaque mot résonnant dans la sphère émotionnelle. Dans cette perspective il place la poésie comme étant la voie royale d’appropriation de la langue par le sujet.   

### Documents audio-phoniques et audio-visuels
- Interviews et conférences de Ron Silliman  sur le site PennSound de l'Université de Pennsylvanie[27].